# Zigóta
A zigóta (görögül: ζυγωτός, jelentése: „csatlakozott”, a görög ζυγοῦν („csatlakozni”) szóból) a hím ivarsejt és a női ivarsejt (petesejt) összeolvadásakor keletkezett sejt neve. Más szavakkal a zigóta a megtermékenyített petesejt. A zigóta genomja az egyes ivarsejtek DNS-ének kombinációja, és tartalmazza az összes új genetikai információt, amely egy új egyedi szervezet kialakításához szükséges.
A többsejtű szervezetekben a zigóta a legkorábbi fejlődési szakasz. Az emberben és a legtöbb más anizogám szervezetben zigóta keletkezik, amikor a petesejt megtermékenyül a spermiummal. Az egysejtű szervezetekben a zigóta ivartalanul osztódhat mitózissal, hogy azonos utódokat hozzon létre.
Oscar és Richard Hertwig zoológusok a 19. század végén tették az első felfedezéseket az állati zigóta kialakulásával kapcsolatban.